# Жубан
Жуба́н (каз. Жұбан) — село у складі Казалінського району Кизилординської області Казахстану. Входить до складу Сарикольського сільського округу.
У радянські часи село називалось Жуан.
Населення — 102 особи (2021; 125 у 2009, 79 у 1999).